# Амурски горал
Амурски горал (Naemorhedus caudatus), наричан също дългоопашат горал, е вид бозайник от семейство Кухороги (Bovidae). Видът е световно застрашен, със статут Уязвим.

## Разпространение и местообитание
Разпространен е в Китай, Северна Корея, Южна Корея и Русия.